# You Got Me
Singles de The Roots
Adrenaline!
(1998) The Next Movement
(1999)
Singles par Eve
Girlfriend/Boyfriend
(1999)
Singles par Erykah Badu
All Night Long
(1998) Southern Gul
(1999)
You Got Me est une chanson du groupe de hip-hop The Roots, interprétée avec Erykah Badu et Eve. Deuxième extrait de l'album Things Fall Apart, sorti en 1999, la chanson rencontre un large succès commercial aussi bien aux États-Unis que dans le reste du monde[réf. nécessaire].
You Got Me remporte le Grammy Award de la meilleure performance rap d'un groupe ou duo en 2000.

## Classements
| Classement (1999)                    | Meilleure position |
| ------------------------------------ | ------------------ |
| États-Unis (Hot 100)                 | 39                 |
| États-Unis (R&B/Hip-Hop Songs)       | 11                 |
| États-Unis (Radio Songs)             | 24                 |
| États-Unis (Hot R&B/Hip-Hop Airplay) | 6                  |
| États-Unis (Rhythmic Songs)          | 35                 |
| Royaume-Uni (UK Singles Chart)       | 31                 |
| France (SNEP)                        | 28                 |
| Suisse (Schweizer Hitparade)         | 15                 |
| Allemagne (Media Control AG)         | 25                 |
| Pays-Bas (Single Top 100)            | 46                 |
| Nouvelle-Zélande (RMNZ)              | 37                 |

## Crédits

### Musiciens
- Erykah Badu : chœurs
- Eve : chœurs
- Anthony Tidd : guitares
- Warren Wimbly : guitare
- Scott Storch : claviers additionnels
- Bob Powers : synthétiseur
- Davis Garnet : alto
- Larry Gold : alto
- Emma Kumrow : violons
- Igor Szwec  violons

### Production
- Scott Storch : co-production
- Bob "Fill In The Space" Power : mixage
- Mark Mitchell : assistant mixage